# Physalis porphyrophysa
Physalis porphyrophysa är en potatisväxtart som beskrevs av Donn. Smith. Physalis porphyrophysa ingår i släktet lyktörter, och familjen potatisväxter. Inga underarter finns listade i Catalogue of Life.